# 阿爾弗雷德·施米特
| 1215 Boyer       | 1932年1月19日 | [ 2 ] |
| 1614 Goldschmidt | 1952年4月18日 | [ 3 ] |
| 1622 Chacornac   | 1952年3月15日 | [ 4 ] |
| 3156 Ellington   | 1953年3月15日 | [ 5 ] |

阿爾弗雷德·施米特（法語：Alfred Schmitt，1907年11月30日—1975年4月2日）是一名法國天文學家。施米特於1930年代和1940年代在阿爾及爾天文台工作，1950年代在比利時皇家天文台工作。1955年至1958年間，他也是厄瓜多基多天文台的台長。他對小行星和彗星進行了廣泛的研究，並被認定發現了四顆小行星。

## 個人生活
1940年至1948年間，他與他的同事、天文學家奧代特·班西隆結婚，此後她的作品署名為O. Schmitt-Bancilhon。

## 博耶
1932年，施密特在阿爾及爾天文台工作時發現了小行星1215，並將其以博耶的名字命名。
20年後，博耶以施密特的名字命名小行星1617。

## 外部連結
- Dictionary of Minor Planet Names, Google books